# 秦岭金腰
秦岭金腰（学名：Chrysosplenium biondianum）为虎耳草科金腰属下的一个种。

## 扩展阅读
- 維基物種上的相關：秦岭金腰